# Gesploze raspzwam
De gesploze raspzwam (Steccherinum subcrinale) is een schimmel behorend tot de familie Steccherinaceae.

## Kenmerken
De schimmel is okerkleurige crème, breekbaar en gemakkelijk los te maken van het substraat. Het oppervlak is dicht stekelig. De stekels zijn cilindrisch en 0,2 tot 0,5 mm hoog.
De sporen zijn ellipsoïde of enigszins cilindrisch, glad, hyaliene en meten 3-4 × 2-2,5 µm. Basidia zijn 4-sporig en meten 15-20 × 5 µm. De cystidia zijn geïncrusteerd in 20 tot 30 µm van hun bovenste gedeelte. Er is een dimitisch hyfensysteem.

## Verspreiding
Waarnemingen zijn vooral bekend uit Europa en Noord-Amerika. In Nederland komt hij zeer zeldzaam voor. Hij staat niet op de rode lijst en is niet bedreigd.